# British Formula One Racing Team
British Formula One Racing Team  var ett brittiskt formel 1-stall som tävlade säsongen 1977.
Stallet försökte kvalificera sig till fyra lopp men misslyckades med det i samtliga.